# Молниця
Мо́лниця — село в Україні, у Герцаївській міській громаді Чернівецького району Чернівецької області.

## Історія
Місцевість Молниця була частиною Молдавського князівства з моменту свого заснування, перебуваючи в декількох кілометрах на північ від місцевості Міхайлені. Після союзу румунських князівств 24 січня 1859 року він увійшов до складу румунської держави.
Ця територія ніколи не була частиною регіону Бессарабії чи регіону Буковина, а регіону, відомого сьогодні як «Цінутул Херца», який належав Молдові, а потім Румунії, до Другої світової війни.
У міжвоєнний період село Молниця входило до складу Румунії, в Пласа-Херца, повіт Дорогой. На той час населення майже повністю складалося з румунів.
28 червня 1940 р. після пакту Ріббентропа-Молотова (1939) Бессарабія та Північна Буковина були анексовані СРСР. Однак, хоча це не було передбачено ні в пакті Ріббентропа-Молотова, ні в радянських заключних записках від 26 червня 1940 р. замість капітуляції двох згаданих територій, які не були частиною Старого Королівства, радянські війська скоїли зловживання, порушивши умови ультиматуму, і окупували територію площею 400 км² і населенням близько 50 000 Старе Королівство, територія, відома сьогодні як повіт Герца. Пізніше Ради стверджували, що окупували цю територію через картографічну помилку, оскільки Сталін накреслив на карті демаркаційну лінію товстим столярним олівцем.
Повернувшись до Румунії в 1941—1944 роках, повіт Герта був зайнятий СРСР у 1944 році та інтегрований до Української РСР. Хоча в Паризькому мирному договорі від 10 лютого 1947 р. зазначалося, що «радянсько-румунський кордон встановлений відповідно до радянсько-румунської угоди від 28 червня 1940 р.», СРСР відмовився повернути Румунії землю Герци.
З 1991 року село Молниця є частиною в Герцаївського району в Чернівецькій області від незалежної України.
У 2018 році шляхом об'єднання сільських рад, село увійшло до складу Герцаївської міської громади. Об'єднання в громаду має створити умови для формування ефективної і відповідальної місцевої влади, яка зможе забезпечити комфортне та безпечне середовище для проживання людей.
До адміністративної реформи 19 липня 2020 року село належало до Герцаївського району, після його ліквідації, увійшло до складу Чернівецького району.

## Населення
За переписом 1989 року, кількість жителів, які оголосили себе румунами плюс молдавани, становила 1652 (1615 + 37), що становить 94,72 % населення місцевості. На даний час в селі живе 1813 жителів, переважно румуни.

### Мова
Розподіл населення за рідною мовою за даними перепису 2001 року:
| Мова            | Кількість | Відсоток |
| --------------- | --------- | -------- |
| румунська       | 1758      | 96.97%   |
| українська      | 42        | 2.32%    |
| російська       | 12        | 0.66%    |
| інші/не вказали | 1         | 0.05%    |
| Усього          | 1813      | 100%     |

## Свято-Вознесенський монастир «Банчень»
На території монастиря знаходиться Благовєщенський Собор з каплицею преподобного Кукши, Свято-Преображенський Скит з храмом Преображення Господня, два корпуси келій, будинок настоятеля з братськими келіями та два готелі для паломників. В монастирі зберігаються частки Животворящого Древа Хреста, святих мощей преподобного Серафима Саровського, великомучениці Варвари та інших святих. Як і в більшості храмів і монастирів району, де переважає румунське населення, богослужіння в монастирі проводяться румунською мовою.
Керує Монастирем єпископ Лонгин (в миру Жар Михайло Васильович; 19 серпня 1965) — архієрей Української православної церкви (Московського патріархату) з 2012 року, єпископ Банченський, вікарій Чернівецько-Буковинської єпархії. З 2008 року — намісник Вознесенського Банченського чоловічого монастиря.
Лонгин засновник і керівник великого дитячого притулку, який діє при монастирі в Молниці. Герой України (2008).
Єпископ Лонгін перебував у приятельських стосунках з представниками режиму Віктора Януковича. Після втечі Януковича з України та порушення проти його оточення кримінальних справ, єпископ Лонгін зробив декілька гучних антиукраїнських та антиєвропейських заяв, поширюючи їх навіть через ЗМІ. Так, на офіційному сайті РПЦЗ (МП) єпископ Лонгін прямо звинуватив керівництво держави у розв'язанні війни, виступив з проросійськими заявами.

## Люди

### В селі народилися
- Алукі Дмитро Дмитрович — Герой Соціалістичної Праці;
- Гочу Сіміон Сіміонович (нар. 1948) — румунський поет і публіцист, головний редактор районної газети «Gazeta de Herța» (1992—1995); головний редактор республіканського тижневика «Конкордія» (з 1995). Народившись у Молниці, він деякий час був заступником директора середньої школи в комуні (1978—1985).[6]
- Кілару Іон (1937–1994) — румунський поет і громадський діяч[7]